# إياس بن معاوية المزني
إياس بن معاوية بن قُرِّةَ المزني هو أبو واثلة إياس بن معاوية بن قرة المزني، كان قاضيا في البصرة وهو يعد من التابعين، وُلِد سنة 46 للهجرة في منطقة اليمامة في نجد، وانتقل مع أسرته إلى البصرة، وبها نشأ وتعلَّم، وتردَّد على دمشق في يفاعته، وأخذ عمن أدركهم من بقايا الصحابة الكرام وجِلَّة التابعين، ولقد ظهرت عليه أماراتُ الذكاء منذ نعومة أظفاره، وأكبَّ هذا الفتى على العلم، ونهل منه ما شاء اللهُ أن ينهل، حتى بلغ منه مبلغا جعل الشيوخَ، يخضعون له، ويأتمُّون به، ويتتلمذون على يديه على الرغم من صغر سنه، والعالم شيخ ولو كان حدَثًا، والجاهل حدثٌ ولو كان شيخا، وذات مرة زار عبد الملك بن مروان البصرة قبل أنْ يَليَ الخلافة، فرأى إياسا وكان يومئذٍ فتًى يافعا، لم ينبت شاربُه بعد، ورأى خلفه أربعةً من القراء من ذوي اللحى بطيالستهم الخضر، وهو يتقدَّمهم، فقال عبد الملك: أُفٍّ لأصحاب هذه اللحى، أمَا فيهم شيخٌ يتقدَّمهم، فقدَّموا هذا الغلام، ثم التفت إلى إياس، وقال: يا غلام كم سنُّك ؟ - أي ازدراءً له - فقال: أيها الأمير سني أطال بقاءَ الأمير كسنِّ أسامة بن زيد حين ولاَّه رسولُ الله جيشا فيهم أبو بكر وعمر، فقال له عبد الملك: تقدَّم يا فتى تقدَّم - أي علمُك قدَّمك - بارك الله فيك.

## ذكائه وسعة حيلته
وشاعت أخبارُ ذكاء إياس، وذاعت وصار الناسُ يأتونه من كل حدب وصوب، ويلقون بين يديه ما يعترضهم من مشكلات في العلم والدين.
لما ولِيَ القضاءَ جاءه رجلان يتقاضيان عنده، فادَّعى أحدُهما أنه أودع عند صاحبه مالا، فلما طلبه منه جحده، فسأل إياسُ الرجلَ المدَّعَى عليه عن أمر الوديعة فأنكرها، وقال: إن كانت لصاحبي بيِّنة فليأتِ بها، وإلا فليس له عليَّ إلا اليمين، لا يوجد بيِّنة، فلما خاف إياسٌ أن يأكل الرجلُ المالَ بيمينه التفت إلى المودِع، وقال له: في أيِّ مكان أودعته المالَ؟ أي أعطيته، قال: في مكان كذا، قال: وماذا يوجد في ذلك المكان؟ قال: شجرة كبيرة جلسنا تحتها، وتناولنا الطعام معًا في ظلِّها، ولما هممنا بالانصراف دفعتُ إليه المالَ، فقال له إياسٌ: انطلِق إلى المكان الذي فيه الشجرة فلعلَّك إذا أتيتها ذكَّرتك أين وضعت مالك، ونبَّهتْك إلى ما فعلته به، فجعل المدَّعي يذهب إلى الشجرة، وأوهمَ المتَّهم أنه بريء، اذهب أيها الرجل إلى الشجرة فلعلك نسيت المالَ هناك، هذا بريء، قال: ثم عُد إليَّ لتخبرني بما رأيت، فانطلق الرجل إلى المكان، وقال إياس للمدَّعى عليه: اجلس إلى أن يجيء صاحبُك، فجلس، ثم التفت إياس إلى من عنده من المتقاضين، وطفـق يقضي بينهم، وهو يرقب الرجل بطرفٍ خفيٍّ، حتى إذا رآه قد سكن - ارتاحت نفسُه وكأنه صار بريئا، واطمأن، التفت إليه وسأله على عجل: أتقدِّر أن صاحبك قد بلغ الموضع الذي أعطاك فيه المال؟ هل تقدِّر أنه وصل إليه؟ قال له: لا إنه بعيد من هنا، فقال له إياس: يا عدوَّ الله تجحد المالَ، وتعرف المكان الذي أخذته فيه، تركه ينسى، وتركه يطمئن، وسأله فجأة، صاحبك وصل إلى الشجرة في تقديرك؟ إلى المكان الذي أخذت فيه المالَ، هل وصل إليه صاحبُك، لا المكان بعيد، لا يزال في الطريق، واللهِ إنك لخائن، فبُهِت الرجل، وأقرَّ بخيانته، فحبسه حتى جاء صاحبُه، وأمره بردِّ وديعته إليه.
ومن أخبار فطنته وذكائه أيضاً أنه كان في الكوفة رجل يظهر للناس الصلاح، ويبدي لهم الورع والتقى، حتى كثر الثناء عليه، واتخذه بعض الناس أمينا لهم يأتمنونه على مالهم إذا سافروا، ويجعلونه وصيا على أولادهم إذا أحسوا بدنو الأجل. فأتاه رجل واستودعه مالاً، ولما احتاج الرجل ماله طلبه منه فأنكره . فمضى إلى إياس وشكا له الرجل، فقال للمشتكي: أعلم صاحبك أنك تريد أن تأتيني؟ قال: كلا، فقال له: انصرف وعد إلي غداً، ثم أرسل إياس إلى الرجل المؤتمن، وقال له: لقد اجتمع لدي مال كثير لأيتام لا كافل لهم، وقد رأيت أن أودعه لديك، وأن أجعلك وصياً عليهم، فهل منزلك حصين ووقاك متسع؟ فقال: نعم أيها القاضي، فقال: تعال إلي بعد غدٍ، وأعد موضعاً للمال، وأحضر معك حمالين يحملونه، وفي اليوم التالي جاء الرجل المشتكي، فقال له إياس: انطلق إلى صاحبك واطلب منه المال، فإن أنكره فقل له: أشكوك إلى القاضي . فأتاه الرجل فطلب منه ماله، فامتنع عن إعطائه له وجحده. فقال له: إذن أشكوك إلى القاضي. فلما سمع ذلك منه دفع إليه المال، وطيب خاطره. فرجع الرجل إلى إياس وقال: لقد أعطاني صاحبي حقي وجزاك الله خيراً. ثم جاء الرجل المؤتمن إلى إياس في موعده ومعه الحمالون، فزجره وأشهره وقال له: بئس الرجل أنت يا عدو الله، لقد جعلت الدين مصيدة للدنيا. 
ورُوِي أن دهقانا أتى مجلسه، فقال: (يا أبا وائلة، ما تقول في المسكِر؟ قال: حرام، قال: ما وجهُ حرمته؟ أقنعني، وهو لا يزيد عن كونه ثمرا وماءً، غُلِيا على النار فصار خمرًا، وكل ذلك مباح لا شيءَ فيه، فلماذا هو حرام؟ فقال إياسُ: أفرغتَ من قولك يا دهقانُ، أم بقيَ لديك ما تقوله؟ قال: بل فرغتُ، قال: لو أخذتُ كفًّا من ماء وضربتُك به، أكان يوجعك؟ قال: لا، قال: لو أخذتُ كفًّا من تراب وضربتُك به، أكان يوجعك؟ قال: لا، قال: لو أخذتُ كفًّا من تِبنْ فضربتك به، أكان يوجعك؟ قال: لا، قال: لو أخذت الترابَ، ثم طرحتُ عليه تبنا، وصببتُ فوقه الماءَ، ثم مزجتهما مزجا، ثم جعلتُ الكتلة في الشمس حتى يبست، ثم ضربتك به، أكان يوجعك؟ قال: وقد تقتلني به، قال: هكذا شأنُ الخمر، فهو حينما جُمِعَت أجزاؤه خُمِّر فأصبح حراما، كما أن الماء والتراب والتبن لو ضربتك به لا تُؤذى، أما إذا جمعتُ هذه العناصر الثلاثة، ويبَّستها في الشمس، فأصبحت كتلةً قاسية، ورميتُك به، قال: قد تقتلني، قال: هكذا الخمر).

## وفاته
بلغ إياسُ بن معاوية السادسة والسبعين من عمره، ورأى نفسَه وأباه في المنام راكبين على فرسين، فجريا معًا، فلم يسبق أباه، ولم يسبقه أبوه، وكان والدُه قد مات عن ستٍّ وسبعين سنة. وفي ذات ليلة، أوى إياسٌ إلى فراشه، وقال لأهله: أتدرون أيَّةُ ليلة هذه؟ قالوا: كلا، قال: في هذه الليلة استكمل أبي عمرَه، فلما أصبحوا وجدوه ميِّتا، لهذا النبيُّ الكريم كان يقول، كما في حديث أبو هريرة قَالَ قَالَ النَّبِيُّ صَلَّى اللَّهُ عَلَيْهِ وَسَلَّمَ إِذَا أَوَى أَحَدُكُمْ إِلَى فِرَاشِهِ فَلْيَنْفُضْ فِرَاشَهُ بِدَاخِلَةِ إِزَارِهِ فَإِنَّهُ لَا يَدْرِي مَا خَلَفَهُ عَلَيْهِ ثُمَّ يَقُولُ بِاسْمِكَ رَبِّ وَضَعْتُ جَنْبِي وَبِكَ أَرْفَعُهُ إِنْ أَمْسَكْتَ نَفْسِي فَارْحَمْهَا وَإِنْ أَرْسَلْتَهَا فَاحْفَظْهَا بِمَا تَحْفَظُ بِهِ عِبَادَكَ الصَّالِحِينَ *.